# Нассау (остров)
Нассау (англ. Nassau) — атолл в Тихом океане, в составе Северной группы островов Кука, на расстоянии 1246 км от Раротонги. В 1950 году Нассау был выкуплен у новозеландских властей жителями Пукапука в коллективную собственность. В 2001 году Нассау был населён 72 выходцами с Пукапука.

## География

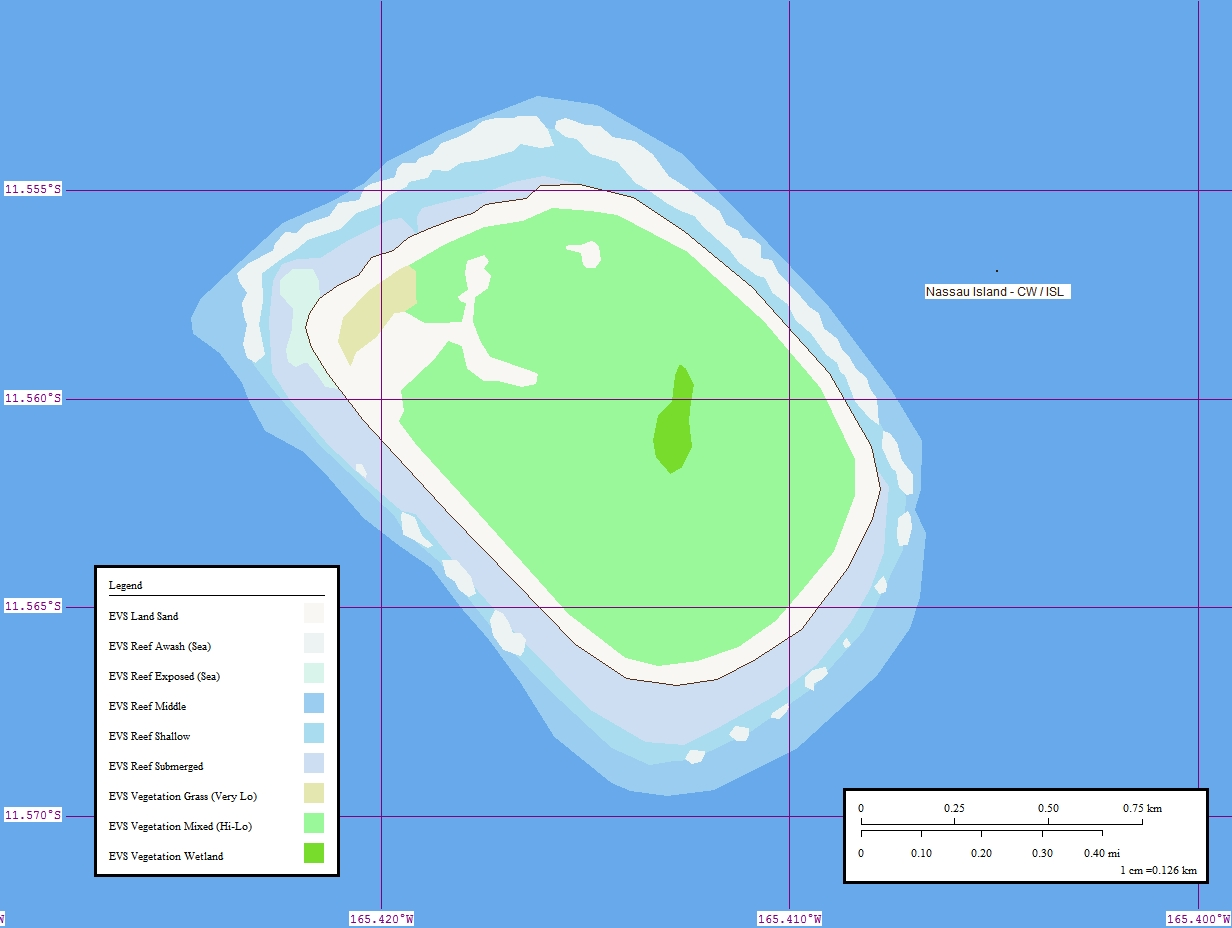
Карта острова Нассау

Атолл Нассау расположен в южной части Тихого океана. Ближайшим к нему островом является атолл Пукапука, находящийся на расстоянии 88 км к северо-западу от Нассау. Остров является единственным из островов Северной группы не имеющим лагуны. По форме остров является почти правильной окружностью, будучи лишь немного вытянутым по линии северо-запад — юго-восток. Ширина острова составляет 800 м, длина — 1200. Общая площадь — около 1,3 км². Максимальная высота — 9 м. С трёх сторон (кроме северной, где риф узкий) атолл окружен коралловым рифом, ширина которого колеблется в пределах 90 — 130 м. Из-за рифа доступ к острову затруднен в связи с чем планировалась постройка гавани (стоимость оценивалась в 800 000 долларов США; по состоянию на 2007 год строительство не началось). Остров покрыт густой растительностью. Экстремальные температуры, зарегистрированные на острове: максимальная +31,2 °C, минимальная — +24,2 °C.

## История
Остров исторически был заселен выходцами с атолла Пукапука и исторически принадлежал пукапуканцам. Они дали ему первоначальное название — Te Nuku-o-Ngalewu — что означает «земля Нагелу», в честь вождя, под чьим управлением находился остров. После того как связь между атоллами прервалась, остров был переименован в Te Motu Ngaongao («пустынный остров»).
Первый европеец увидел остров лишь в 1803 году. Им стал французский капитан Луи Кутан (фр. Louis Coutance, который назвал остров в честь своего корабля «Адели». 7 июля 1823 или 1827 года остров был повторно открыт английским капитаном Джорджом Руле, который назвал его островом Лидра (англ. Lydra Island). До 1835 года остров посетили три китобойных судна, каждое из которых давало ему своё название в честь названий кораблей. Так остров поочередно назывался Рейнджер, Мэй Митчел и Нассау. Последнее название, данное капитаном Джоном Сэмпсоном в марте 1835 года, закрепилось за островом по сей день. В 1836 и 1875 годах на остров заходили миссионерские суда.
В 1876 году остров заняли американцы и высадили здесь 14 000 кокосовых пальм, бананов и других растений и привезли рабочих с Пукапука. 3 июня 1892 года остров был объявлен колонией Британской империи, с 1901 года остров подчиняется Новой Зеландии. После этого остров несколько раз сдавался в аренду и просто самовольно захватывался (последний раз в 1943 году капитаном Уильямсом и 30 выходцами с Токелау). В 1945 году остров был выкуплен администрацией Островов Кука за 200 фунтов стерлингов, а в 1950 году продан за ту же цену совету вождей соседнего острова Пукапука. В собственности правительства островов Кука осталось только бетонное здание.

## Население
Согласно переписи 2011 года на острове постоянно живут 73 человека (хотя ещё в 1971 году на острове проживал 171 человек), являющихся переселенцами с атолла Пукапука. Деревня расположена в северо-западной части острова и не имеет названия. Островитяне живут в домах с соломенными крышами, называемых кикау. Такие дома достаточно легко восстанавливаются после разрушительных штормов и ураганов, часто происходящих на атолле. Почти половину населения составляют дети. 35 детей обучается в школе, которая была открыта ещё в 1964 году.

## Экономика
Основным занятием населения является производство копры.
На острове имеются солнечные батареи, которые обеспечивают жителей электроэнергией.